# Capparis subtomentosa
Capparis subtomentosa är en kaprisväxtart som beskrevs av De Wild. Capparis subtomentosa ingår i släktet Capparis och familjen kaprisväxter. Inga underarter finns listade i Catalogue of Life.